# Gare de Takagimachi
La gare de Takagimachi (高城町駅, Takagimachi-eki) est une gare ferroviaire du bourg de Matsushima, dans la préfecture de Miyagi au Japon. La gare est exploitée par la compagnie JR East.

## Situation ferroviaire
La gare de Takagimachi est située au point kilométrique (PK) 25,5 de la ligne Senseki.

## Historique
La gare de Takagimachi a été inaugurée le 10 avril 1928.

## Service des voyageurs

### Accueil
La gare dispose d'un bâtiment voyageurs, avec guichets, ouvert tous les jours.

### Desserte
- Ligne Senseki :
  - voie 1 : direction Yamoto et Ishinomaki
  - voie 2 : direction Matsushimakaigan, Sendai et Aoba-dōri
- Ligne Senseki-Tōhoku :
  - voie 1 : direction Yamoto et Ishinomaki
  - voie 2 : direction Shiogama et Sendai